# Helvella acetabulum
Helvelle en gobelet
Espèce
Helvella acetabulum, l'Helvelle en gobelet, est une espèce de champignons ascomycètes de l'ordre des Pezizales.
- (en) Index Fungorum : Helvella acetabulum (L.) Quél. 1874 (consulté le 19 janvier 2013)
- (en) Catalogue of Life : Helvella acetabulum (L.) Quél. (consulté le 21 décembre 2020)
- (en) NCBI : Helvella acetabulum (taxons inclus) (consulté le 19 janvier 2013)